# Lygropia viettalis
Lygropia viettalis là một loài bướm đêm trong họ Crambidae.